# 鈴木玖
鈴木 玖（すずき ここの、7月25日 - ）は、日本の漫画家。愛知県在住。

## 略歴・画風
- 2004年、『電撃G's magazine』イラストコンテスト・G'sマガジン賞を受賞。
- 2005年以降、各種萌え系雑誌・ムック・アンソロジーにて、イラストや漫画を寄稿。
- 2009年から『電撃G's Festival! COMIC』にて『科学の王子と魔法の姫』を連載開始。

2005年から2006年まで同人誌発行も行なっていたが、現在は休止中。ぷにぷにとした可愛らしく、やや性的な少女を得意とする。

## 作品
- 科学の王子と魔法の姫（電撃G's Festival! COMICVol.7より連載）
- プリニー 〜オレが主人公でイイんスか?〜（電撃「マ）王2009年1月号から3月号まで連載）
- ふみょれぽ♡（電撃黒「マ）王Vol.1からVol.4まで連載）
- すずきここののカードゲームでもやってみるか。（電撃G's magazine2010年8月号より連載）[3]